# Alfonso Pérez (boxe anglaise)
Alfonso Pérez est un boxeur colombien né le 16 janvier 1949 à Cartagena del Chairá.

## Carrière
Il remporte aux Jeux olympiques d'été de 1972 à Munich la médaille de bronze dans la catégorie poids légers.

## Palmarès

### Jeux olympiques
- Médaille de bronze en -60 kg aux Jeux de 1972 à Munich, Allemagne